# Monomorium guillarmodi
Monomorium guillarmodi is een mierensoort uit de onderfamilie van de Myrmicinae. De wetenschappelijke naam van de soort is voor het eerst geldig gepubliceerd in 1946 door Arnold.